# 黄佐临

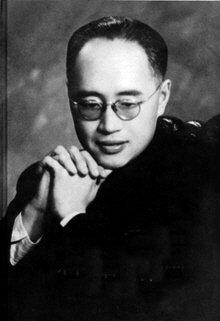
黄佐临

黄佐临（1906年10月24日—1994年6月1日），原名黄作霖，男，祖籍广东番禺，生于天津，劍橋大學畢業，中國電影導演。第一、二、三届中华人民共和国全国人民代表大会代表，第五届中国人民政治协商会议委员，中国戏剧家协会副主席，上海对外友好协会副会长。

## 生平
1906年，黄佐临生于天津。父親黃頌頒在天津世昌洋行做高級職員，家境富裕。1925年，從新学书院畢業，8月自上海到英国。1929年伯明翰大学攻读商科，住在郊区的林溪学院。在该院的学生同乐晚会上，黄演出自编自导的独幕剧《东西》。黄后将该剧本寄给萧伯纳，表示对他和亨利·易卜生的崇拜，得蕭伯納的回信：
一个易卜生，他是个门徒，不是大师；一个萧伯纳，他是个门徒，不是大师；易卜生不是易卜生派，他是易卜生；我不是萧伯纳派，我是萧伯纳；如果黄想有所成就，他千万不要做门徒，他必须依赖本人的自我声明，独创一格。
从此，萧伯纳成为黄的艺术启蒙和一生敬重之师。
1929年黄佐临回到中国，在天津任新学书院名誉校长。1935年，他与夫人金韵之（丹尼）再度赴英，在剑桥大学皇家学院研究莎士比亚，并在伦敦戏剧学院（London Academy of Dramatical Art）向法国著名导演米·圣丹尼学习导演。1937年获剑桥大学文学硕士。

1937年抗战爆发后回国。行前，萧伯纳寄语：
起来，中国!东方世界的未来是你们的，如果你有毅力和勇气去掌握它。那个未来的盛典将是中国戏剧，不要用我的剧本，要你们自己的创作。
1938年，他任教于重庆国立戏剧专科学校，结合教学排演《阿Q正传》。1939年抵沪，先后在上海剧艺社、上海职业剧团、上海艺术剧团任导演。1942年，以“齐心合力，埋头苦干”为信约，与黄宗江、石挥等人创办了苦干剧团，后改为“苦干戏剧修养学院”，导演了《梁上君子》、《夜店》等话剧。
1946年秋，参加创建文华影片公司，任编导。他执导第一部影片是讽刺喜剧片《假凤虚凰》，他用浓烈的喜剧表现手法辛辣地讽刺了当时社会上盛行欺骗风气。他还将该片译成英语，制成中国第一部英语拷贝，输出国外。后又导演《夜店》、《腐蚀》等影片。1949年，黄佐临改编并导演了影片《表》，该片一改以往传统的表现手法，别具一格。在演员的选用上，使用了非职业演员和没有名气的演员，其中还有孤儿院的孤儿，街头流浪儿，这在当时的中国电影界都可称得上是首屈一指。该片被法国电影史学家萨杜尔列为世界电影通史中为数不多的中国名片之一。1948年底，参加地下影剧工作者协会的筹备工作。1950年参与创建上海人民艺术剧院，先后担任副院长、院长、名誉院长长达四十四年。
1962年，他创造性地提出了“写意戏剧观”，倡导创立中国当代的、民族的、科学的演剧体系。1989年，他曾写道：“我之所以主张‘写意戏剧观’，乃是根据五六十年来的舞台实践、世界戏剧界发展史的苦心钻研和以下几句众所周知的名言而形成的：虚戈作戏，真假宜人，不像不成戏，是戏又是艺；画有三：绝像物象者，此欺世盗名之画，绝不似物象者，往往托名写意，此亦欺世盗名之画，惟绝似又绝不似者，此乃真画；比普通实际生活更高，更强烈，更有集中性，更典型，更理想，因此更带普遍性；情与理，形与神，不可分割。”
黄佐临的父亲曾担任壳牌石油公司买办。在文化大革命期间，黄佐临因此受到牵连，受到审查。（郑念著《上海生死劫》内部发行办326页，郑本人与黄佐临及其夫人是在英国留学时的好友。）
黄佐临在近六十年的艺术生涯中，将斯坦尼斯拉夫斯基、布莱希特、格鲁托夫斯基等戏剧流派介绍给中国戏剧工作者，共导演了话剧、电影百余部，并培养了大批戏剧、电影工作者。1988年，他获中国话剧研究所颁发的振兴话剧导演奖（终身奖）。
1994年6月1日，病逝于上海华东医院。
1995年10月24日，佐临塑像揭幕于原上海人民艺术剧院草坪。
自1996年，上海话剧艺术中心设立“佐临话剧艺术奖”（佐临奖），以弘扬黄佐临先生倡导的“以赤子之心，不求名不求利，做终生奉献于话剧事业的真诚艺术家”的精神；奖励为话剧事业奉献，在话剧艺术方面有突出表现和特殊贡献的、敬业爱岗的话剧工作者。 
1999年6月，其女黄蜀芹将黄佐临生前珍藏的3000余册英文书籍和140余件手稿、信件、文献、照片、著作等一并捐赠给上海图书馆，包括萧伯纳与黄佐临交往的一些文献。

## 著作
- 《导演的话》（1979年）
- 《漫谈戏剧观》
- 《我与写意戏剧观》

## 导演作品
- 《假凤虚凰》
- 《夜店》
- 《腐蚀》
- 《表》
- 《布谷鸟又叫了》
- 《黄浦江的故事》
- 《陈毅市长》